# Rodrigue Marques de Souza
Pour les articles homonymes, voir Marques de Souza.
Rodrigue Marques de Souza, né en 1970, est un poète ainsi qu'un peintre et graveur français.
Il est l'auteur de plusieurs livres de poèmes. En tant que peintre et graveur, il a exposé à Paris, Lisbonne, Porto et Mexico, et illustré des ouvrages de Billy Dranty, Patrick Wateau et Guy Viarre.

## Œuvres

### Poésie
- Nombre, Dana, 2003.
- Savoir d’écartement suivi de Nu de tête-être, Prétexte, 2004.
- Fermoir, Fissile, 2005.
- Vertèbre noire suivi de Corset d'organe, Tardigrade, 2005.
- Punir, Fissile, 2007.
- [Imae], oracle, Grèges, 2009.
- Le néant, jour 1 - jour 2, Fissile, 2009.
- Le néant, Fissile, 2011.
- Que n'ai-je fui l'abîme, Fissile, 2013.
- Istanbul, embrasements, Fissile, 2015.
- Énonciation du ventre arabe, Fissile, 2015.
- Le nom d'éblouissement, Grèges, 2018.
- Ventre de la vérité, Le Cormier, 2020.

### Traduction
- Mohammed Bennis, La poésie amoureuse arabe et la passion pour l’Autre, traduit de l'arabe avec l'auteur, dans Po&sie, no 160-161 (2017), p. 137-153.
- Mohammed Bennis, Presque, poème traduit de l'arabe avec l'auteur, dans Po&sie, no 169 (2019), p. 5-16.